# 圣若望主教座堂 (吉隆坡)

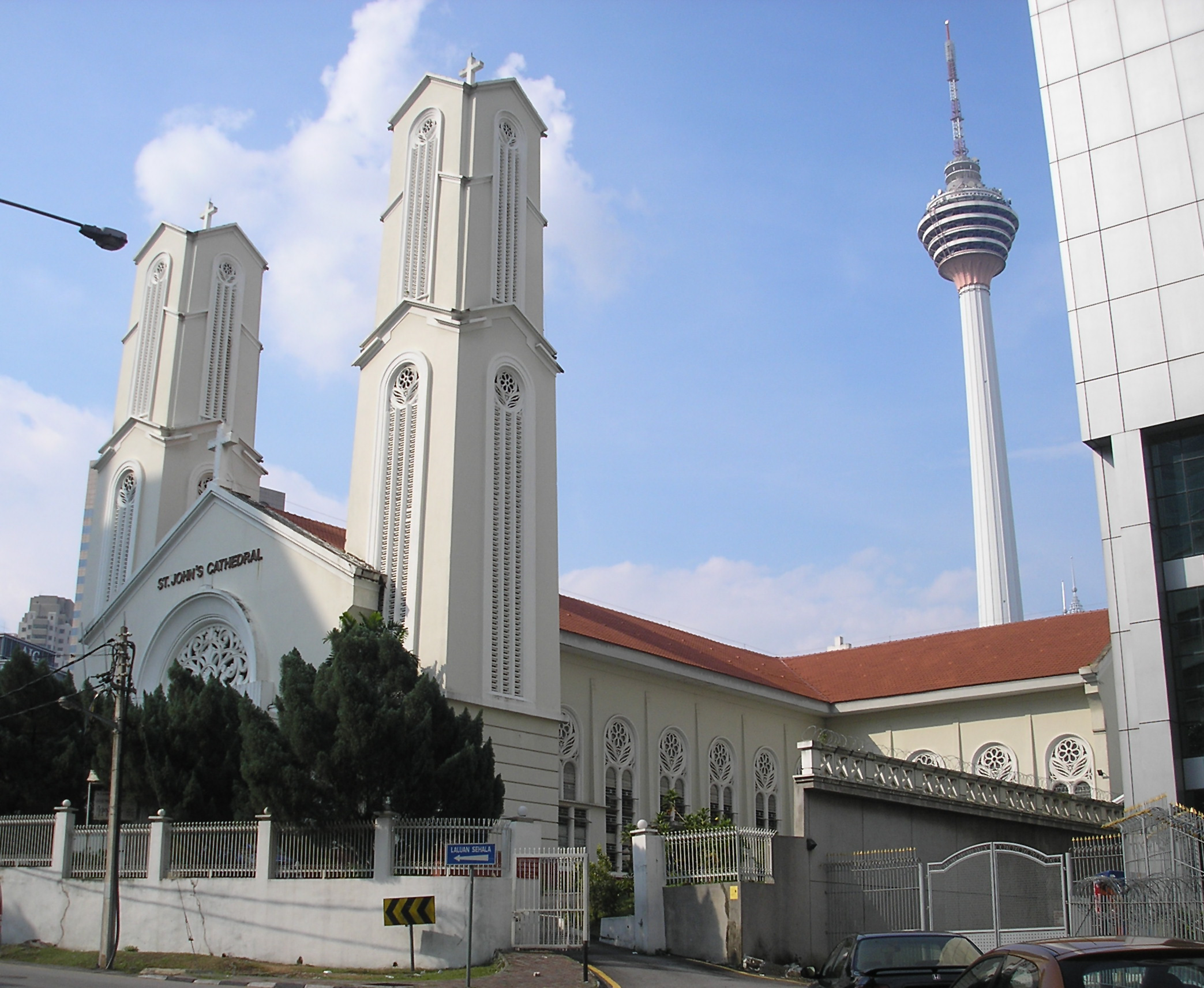
圣若望主教座堂及吉隆坡塔

圣若望主教座堂（St John's Cathedral）是一座白色双塔的主教座堂，位于马来西亚首都吉隆坡北部。它是天主教吉隆坡总教区的总堂，总主教墨菲·帕基安的座堂。它开放于1883年，为吉隆坡最古老的建筑之一。1月8日是祝圣的纪念日。
与圣若望主教座堂毗邻的是圣若望学校，以其希腊-西班牙建筑而闻名。该校名称来自于主教座堂，由喇沙會修士建立。
由于其位置在咖啡山，它也接近咖啡山姑娘堂學校、咖啡山森林保护区和吉隆坡塔。前往主教座堂可通过占美清真寺站和咖啡山站。